# Stömne
Stömne este o arie protejată (arie specială de conservare — SAC, sit de importanță comunitară — SCI) din Suedia întinsă pe o suprafață de 30,6 ha, integral pe uscat.

## Localizare
Centrul sitului Stömne este situat la coordonatele 59°25′14″N 12°45′49″E / 59.4206°N 12.7637°E.

## Înființare
Situl Stömne a fost declarat sit de importanță comunitară în mai 2001 pentru a proteja 1 specie de plante. Situl a fost protejat și ca arie specială de conservare în martie 2011.

## Biodiversitate
Situată în ecoregiunea boreală, aria protejată conține 4 habitate naturale: Pășuni din zone de pădure fino-scandinave, Păduri fino-scandinave bogate în ierburi cu Picea abies, Păduri caducifoliate bătrâne naturale hemiboreale fino-scandinave (Quercus, Tilia, Acer, Fraxinus sau Ulmus) bogate în specii epifite, Taiga vestică.
La baza desemnării sitului se află o specie protejată de  plante: Buxbaumia viridis.